# Zakros
Zakros (en grec: Ζάκρος), Zakro o Kato Zakro, és un jaciment arqueològic que es troba a la costa est de l'illa de Creta. Es creu que va poder haver estat un dels quatre centres administratius principals de la civilització minoica. El seu protegit port i la localització li proporcionen un lloc estratègic molt important per al comerç a l'est.
El palau de Zakro va ser construït originàriament al voltant del 1900 aC, reconstruït al voltant 1600 aC i va ser destruït al voltant 1450 aC junt amb els altres centres principals de la civilització minoica.
Va ser l'arqueòleg grec Nikólaos Platon –aleshores director del Museu de l'Acròpoli d'Atenes– el 1961, qui va descobrir per complet aquesta ciutat minoica junt amb el seu palau; anteriorment també havien estat excavant a les proximitats arqueòlegs anglesos com el famós arqueòleg Arthur Evans, però aquest no hi va trobar res. L'estructura és molt semblant a la dels altres palaus minoics: pati central envoltat pels edificis que acollien les cambres privades i els magatzems. L'entrada principal se situa en l'ala est, reservada per als allotjaments reials i estava connectada al port. L'ala oest estava ocupada pels edificis religiosos, a l'ala nord els magatzems i a la zona sud els artesans. Per la situació de Zakros i les restes trobades, es demostra que era un important centre en el comerç amb l'Àsia Menor i Egipte.

## Restes trobades
Sembla evident, per les excavacions que s'estan portant a terme, que en desplomar-se la construcció, a causa d'un incendi (prop el 1425 aC), molts objectes van quedar-ne sota i no ha estat fins a l'arribada dels arqueòlegs grecs que es van trobar. Entre les restes trobades, cal destacar rics i variats frescs pintats que es van recuperant a poc a poc. A més a més, s'han trobat alguna esplèndida representació femenina de finíssima cintura, grans pits i exagerat escot a l'estil de les conegudes pintures i esmalts trobats al palau de Cnossos. També s'han trobat vasos de pedra tallats amb magnificència i delicadesa; s'han recuperat més de 50 vasos. A tot això cal sumar una gran quantitat de tauletes d'argila de lineal A.

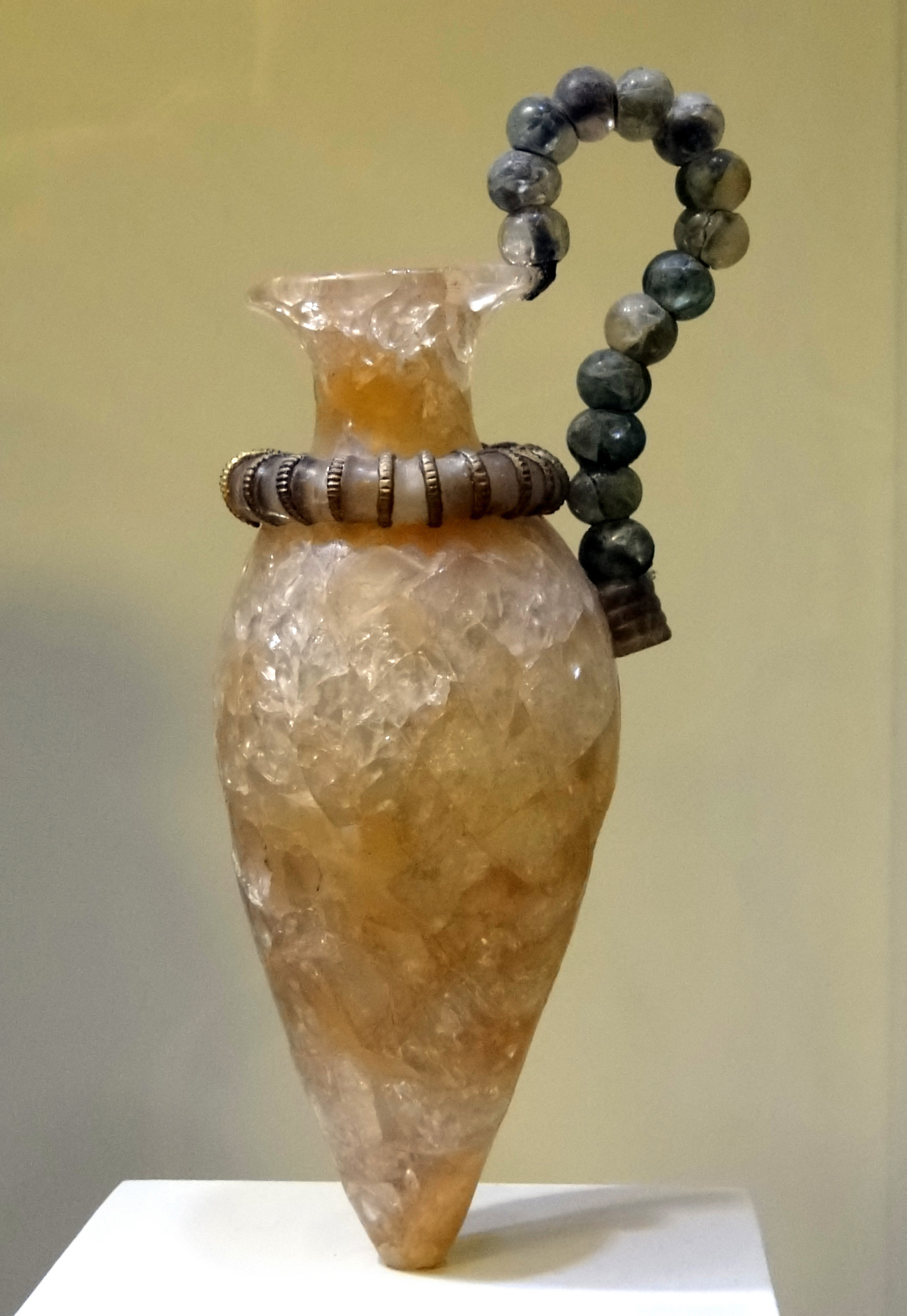
Petit rython (gerra de libacions) de cristall trobat a Zakros
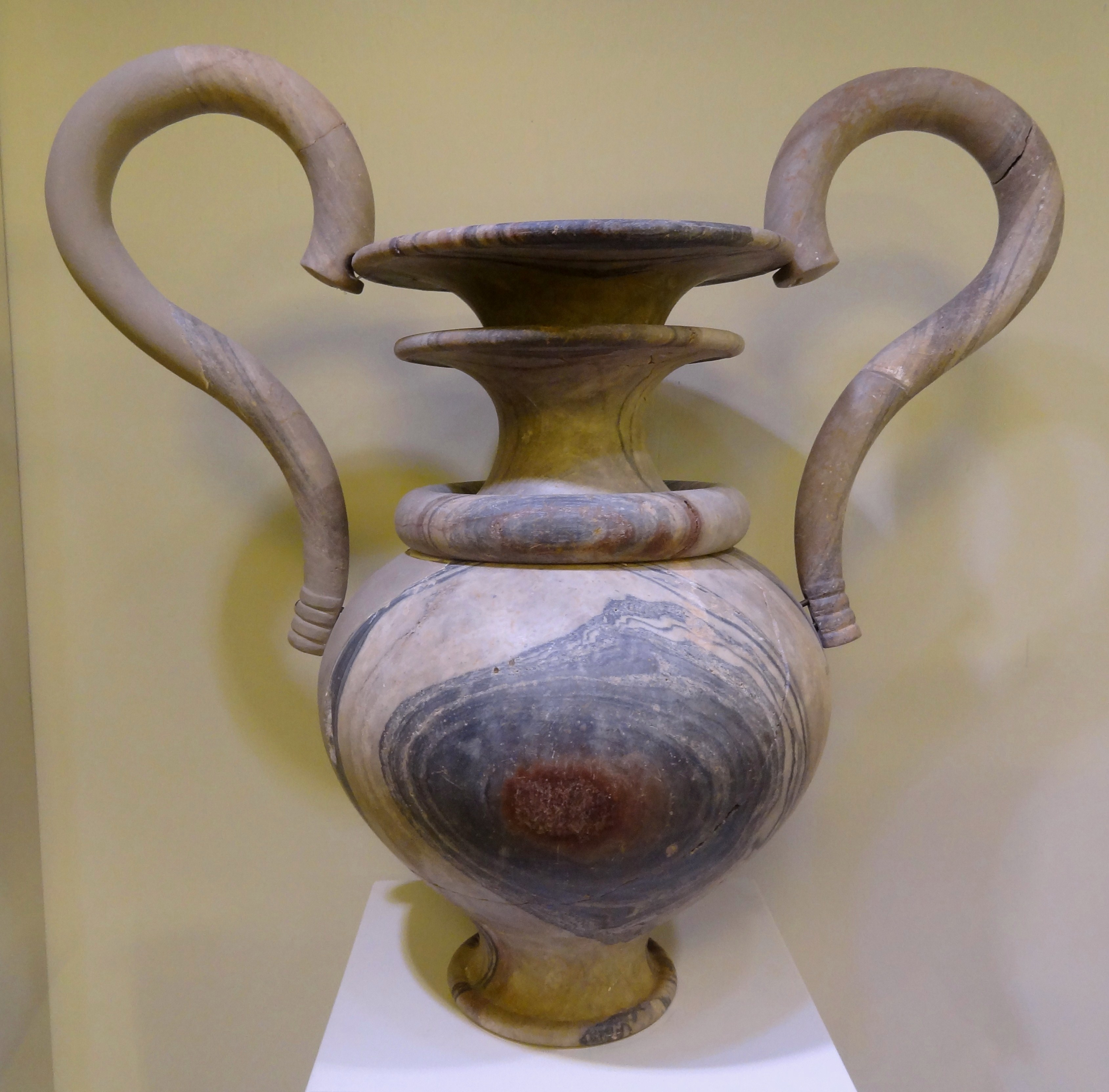
Ànfora ritual de Zakros
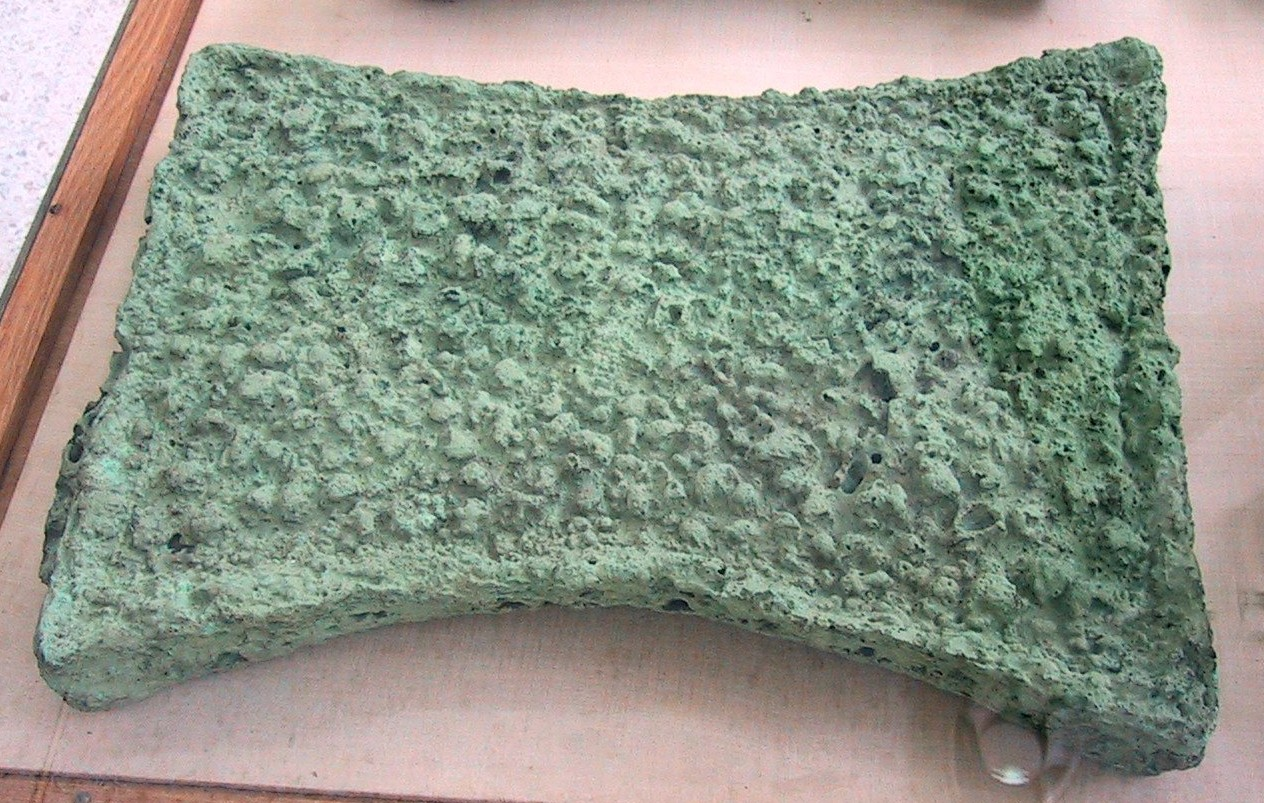
Lingot de coure de Zakros

## Parts del Palau

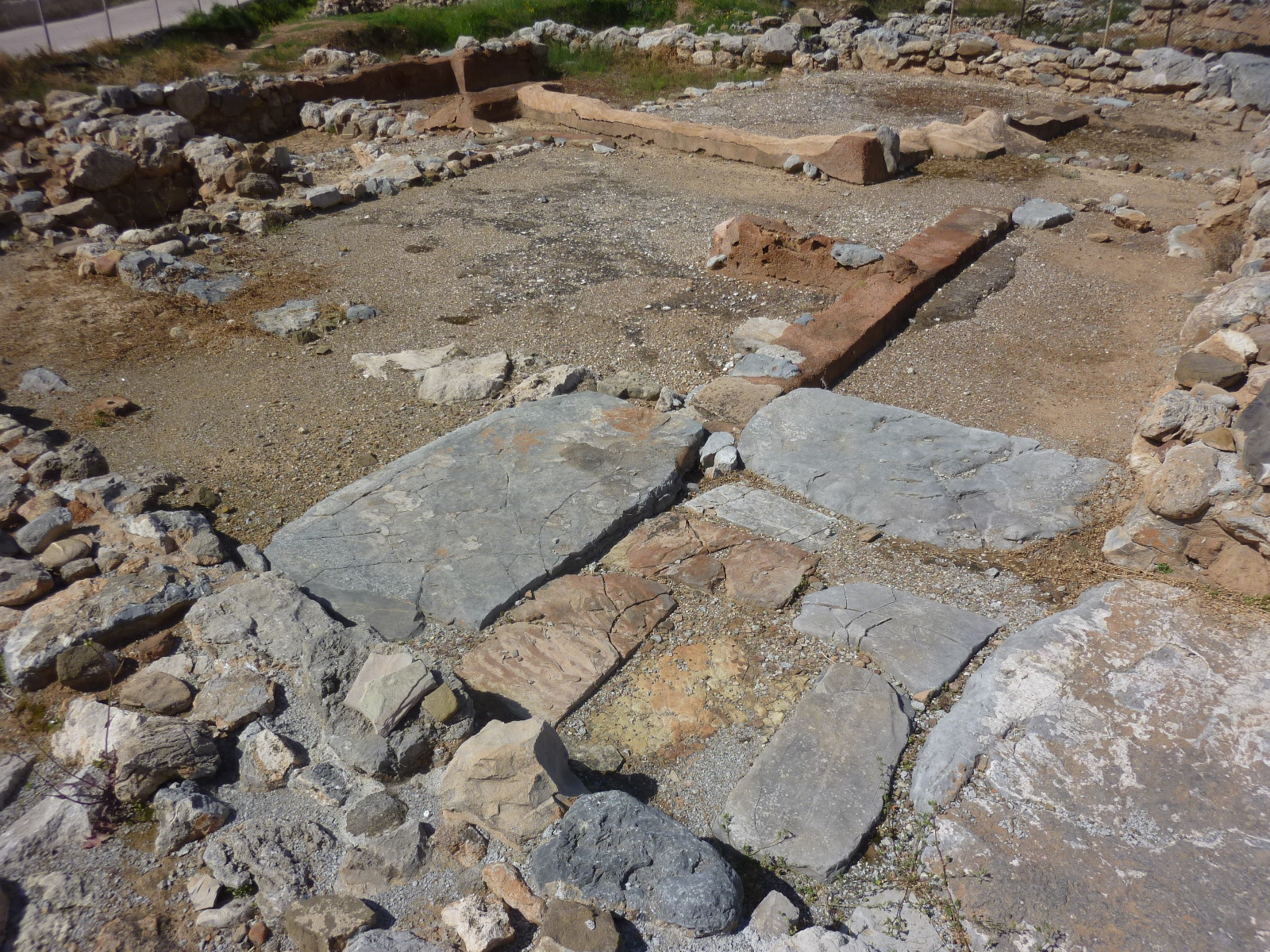
Tallers artesans de l'ala sud

1. Carrer del Port
2. Entrada principal
3. Pati petit
4. Estany lustral
5. Pati amb piscina subterrània
6. Manantial
7. Font monumental
8. Sales de recepció
9. Pati central (30 x 12 metres)[4]
10. Vestíbul
11. Sala de cerimònies
12. Sala de banquets
13. Santuari
14. Ofrenes votives
15. Arxiu
16. Botigues
17. Rebosts i cellers
18. Cuina i sala de banquets
19. Botigues